# KkStB 210
Die Dampflokomotivreihe kkStB 210 war eine Schnellzug-Schlepptenderlokomotivreihe der k.k. österreichischen Staatsbahnen (kkStB).

## Geschichte
Als im ersten Jahrzehnt des 20. Jahrhunderts andere Bahnverwaltungen zu 2C1-Schnellzuglokomotiven übergingen, um den steigenden Anforderungen des Schnellzugverkehrs Folge zu leisten, konnte die kkStB diesem Trend nicht folgen, da die ihr zur Verfügung stehende energiearme Kohle einen großen Feuerrost und einen breiten Stehkessel erforderten, um dieselbe Leistung erbringen zu können.
Karl Gölsdorf entschied sich daher für die 1C2-Bauart, die dafür genug Platz bot, und außerdem gestattete, die vom Militär aufrecht gehaltene Achslast von 14,5 t einzuhalten.
Diese Bauart wurde bei Schlepptenderlokomotiven nur in Österreich angewendet und wird in amerikanisch-angelsächsischen Unterlagen als Adriatic bezeichnet.
Die Maschinen erhielten einen konisch erweiterten Kessel und im Vergleich zur Reihe 110 waagrecht angeordnete Zylinder, wobei das Kolbenschiebergehäuse für Hoch- und Niederdruckzylinder einer Seite in einem Stück gefertigt wurde.
Gölsdorf sah keinen Rauchrohrüberhitzer vor, da dieser den Import von teurem amerikanischen Schmieröl bedingt hätte, sondern entschied sich für den Clench-Dampftrockner, der billiger, aber auch weniger effektiv war.
Sechs Stück der als Reihe 210 bezeichneten Lokomotiven wurden von der Lokomotivfabrik Floridsdorf geliefert, fünf von der Böhmisch-Mährischen Maschinenfabrik.
Trotz der schwergängigen Steuerung waren die 210er hervorragende Flachland-Maschinen und konnten Züge mit 406 t Gewicht mit 100 bis 110 km/h befördern.
Sie wurden hauptsächlich auf der Franz-Josefs-Bahn und der Nordbahn eingesetzt.
Als die Reihe 310 beschafft wurde, kamen bis auf drei Maschinen alle 210er nach Lemberg.
Zwei Maschinen mussten im Ersten Weltkrieg als Kriegsverlust abgeschrieben werden; die restlichen kamen als Reihe Pn11 zur polnischen PKP, die sie in Heißdampfmaschinen umbaute.
Während des Zweiten Weltkrieges bezeichnete die Deutsche Reichsbahn die erbeuteten Lokomotiven dieser Reihe als 16 051–056.
Nach Kriegsende kehrten die noch erhaltenen Fahrzeuge (über die ČSD, die ÖBB und die DR) wieder nach Polen zurück, wo sie wieder als Reihe Pn11, aber nicht mit den ursprünglichen PKP-Betriebsnummern, eingeordnet wurden.
Die ehemalige 210.05 (Pn11-4) kam als Пн11-4 in die UdSSR.

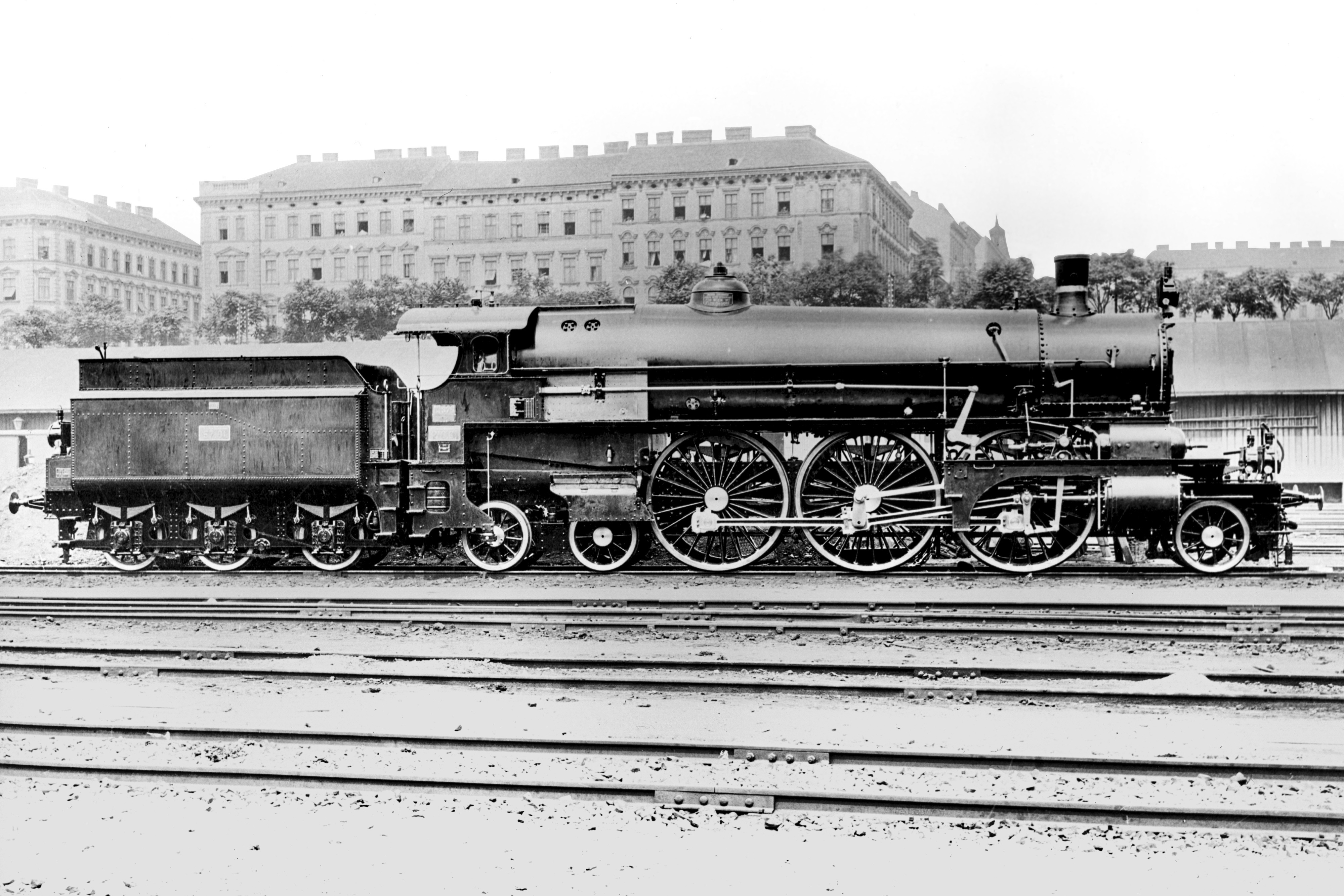
Im Auslieferungszustand mit dreiachsigem Tender 57.01 in Wien West
210.05